# Chondroscaphe embreei
Chondroscaphe embreei är en orkidéart som först beskrevs av Dodson och Tilman Neudecker, och fick sitt nu gällande namn av Rungius. Chondroscaphe embreei ingår i släktet Chondroscaphe och familjen orkidéer. Inga underarter finns listade i Catalogue of Life.